# New York Crimes
New York Crimes, conocido internacionalmente como Yesterday, es una aventura gráfica creada por Pendulo Studios y que fue editada el 29 de marzo de 2012 por FX Interactive en España e Italia. Narra la historia en la que se ve envuelto John Yesterday, un hombre que ha sido contratado por el filántropo Henry White para investigar los asesinatos de mendigos que se suceden en la ciudad de Nueva York.
La ambientación de la aventura, un thriller adulto, es una ruptura con la clásica ambientación de las aventuras de Pendulo Studios, de corte ligero y humorístico. El estilo visual, aún conservando la característica estética cell shading de Pendulo, también es muy innovador, rompiendo con la línea de aventura clásica y estando visualmente muy influenciado por el cómic en la composición de planos y escenas, y en la visualización de las diversas acciones de los personajes bajo control del jugador.
En la V edición de los Premios Nacionales de la Industria del Videojuego entregados en el Gamelab 2012, New York Crimes se hizo con los galardones para el "Mejor juego del año", "Mejor juego de PC", "Mejor dirección artística" y "Mejor música original".
DATOS CURIOSOS:
En una escena, John Yesterday recuerda cuando fue torturado y escucha hablar del hospital Happy Dale, el mismo del que escapan Brian Basco y Gabo del juego Runaway 3: a twist of fate.
En el capítulo donde Yesterday recuerda su entrenamiento, el nombre de su maestro es Ohlak Adrif: Frida Kalho dicho al revés haciendo referencia a la artista mexicana.
En uno de los cuatro finales, hacen su aparición dos personajes de videojuegos anteriores. El poeta del dolor (Hollywood Monsters 2) y Brian Basco (saga Runaway).